# Bernhard Andres
Bernhard Andres (* 21. April 1951 in West-Berlin) ist ein deutscher Polizist und ehemaliger Politiker (Die Republikaner).

## Leben
Andres wurde am 20. August 1988 als Nachfolger von Klaus Weinschenk zum Vorsitzenden des REP-Landesverbands Berlin gewählt. Unter seiner Führung gelang den Republikanern bei der Berliner Wahl 1989 mit elf Abgeordneten der Einzug ins Abgeordnetenhaus; Andres wurde Fraktionsvorsitzender.
Innerhalb des Landesverbandes kam es nach dem unerwarteten Erfolg zu Auseinandersetzungen, insbesondere einem Machtkampf zwischen Andres und Carsten Pagel. Andres wurde zwar in einer Kampfabstimmung als Landesvorsitzender bestätigt, wurde aber am 10. September 1989 vom damaligen REP-Bundesvorsitzenden Franz Schönhuber seines Amtes enthoben. Offizieller Grund dafür war, dass Andres eine Pressemitteilung des Bundesverbands entstellt der Presse zugeleitet habe; tatsächlich hatte es in Fraktion und Partei wohl entsprechende Bitten bei Schönhuber gegeben. Bald darauf verließ Andres mit zwei weiteren Abgeordneten die REP und gründete mit insgesamt 17 Anhängern den Bund der Deutschen Demokraten (DDD), der mit einer Landesliste an der Bundestagswahl 1990 teilnahm, die jedoch keine nennenswerten Erfolg erzielen konnte. Andres Nachfolger als Fraktionsvorsitzender wurde Frank Degen, den Landesvorsitz der Partei übernahm schließlich doch Pagel.
Mit der Wahl zum Abgeordnetenhaus vom 2. Dezember 1990 schied Andres wie auch die übrigen (Ex-)-Mitglieder der Republikanerfraktion wieder aus dem Parlament aus.
Alexandra Kliche, die zeitweise stellvertretende Landesvorsitzende unter Andres war und später aus der Partei austrat, berichtete von diversen internen Querelen und Unregelmäßigkeiten, in die Andres verwickelt war; unter anderem soll er einen parteiinternen Gegner in Polizeigriff genommen haben. 1989 wurde gegen Andres wegen Körperverletzung, Sachbeschädigung und Nötigung ermittelt.